# Jakob Friedrich Rönnberg
Jakob Friedrich Rönnberg (* 20. Juli 1738 in Parchim; † 4. November 1809 in Rostock) war ein deutscher Rechtswissenschaftler und Philosoph, Syndikus und Hochschullehrer.

## Leben
Rönnberg war der Sohn eines Kaufmanns in Parchim und wurde ab 1751 von seinem Onkel Bernhard Heinrich Rönnberg (1716–1760) erzogen, der zu dieser Zeit Rektor des Lyzeums in Wismar war. Entsprechend besuchte Rönnberg bis 1753 das Lyzeum und folgte seinem Onkel als Schüler bei dessen Versetzungen nach Rostock und Güstrow. Von 1758 bis 1763 studierte er Philosophie, Geschichte, Mathematik und Naturwissenschaften, später auch die Rechtswissenschaften an der Universität Jena. Seine Lehrer dort waren die sehr beliebten mecklenburger Professoren Joachim Georg Darjes und Lorenz Johann Daniel Suckow sowie der aus Lübeck stammende Privatdozent Balthasar Münter. Obwohl studentische Landsmannschaften in Jena zu dieser Zeit verboten waren und behördlich verfolgt wurden, machten die Universitätsbehörden in Jena zum 200sten Universitätsjubiläum 1758 und beim akademischen Friedensfest zum Ende des Siebenjährigen Krieges 1763 Ausnahmen und beide Veranstaltungen liefen unter der Kontrolle und nach dem üblichen Zeremoniell und Comment der Landsmannschaften in deren Farben ab. Rönnberg, als Mitglied und Senior der Mecklenburgischen Landsmannschaft in Jena, wurde zum Ende seiner Studienzeit die Ehre zu teil, beim Festakt in der Paulinerkirche am 1. Mai 1763, nicht nur für die gesamte Studentenschaft, sondern im Namen der Universität insgesamt seine Festrede Die patriotischen Bemühung zur Wiederherstellung der Ruhe Deutschlandes halten zu dürfen.
Im gleichen Jahr kehrte er nach Rostock zurück, wo er sich als Advokat niederließ und seine Promotion an der Universität Greifswald 1764 abschloss. Im gleichen Jahr wurde er Professor der Moral an der Universität Rostock (Ratsprofessur). Obgleich also der Philosophischen Fakultät angehörig las Rönnberg mit großer Vorliebe die Cameralia und das Peinliche Recht. Bereits 1769 wurde er erstmals (1773 und 1782 erneut) Rektor der Universität Rostock. In seinen Veröffentlichungen gehörte er zu den ersten, die für Mecklenburg die Aufhebung der Leibeigenschaft empfahlen, die tatsächlich aber erst 1820 erfolgte. Um 1788 trat er als Advokat und Prokurator der Mecklenburgischen Justizkanzlei zu Rostock bei und wurde zudem Prokurator am Konsistorium zu Rostock. Sein erstmals 1789 erschienenes Werk Ueber symbolische Bücher [der Lutherischen Kirche, jedoch mit Ausschluß der beiden Katechismen Luther’s und des Concordienbuches] in Bezug aufs Staatsrecht löste eine breite akademische wie politische Diskussion voller Widerspruch aus. Seine für die Stadt Rostock ungünstige Stellungnahme in einer steuerrechtlichen Streitfrage Ueber Reichsmatrikel, Reichscontingent und Römermonate sowohl im allgemeinen wie in Bezug auf Mecklenburg (1794) brachte ihn um seine einträglichen Nebeneinkünfte als Syndicus der Rostocker Bürgerschaft. 1803 erhielt er die Berufung auf eine (herzögliche) Professur für Natur- und Völkerrecht, die er bis zu seinem Tode beibehielt.
Rönnberg war seit dem 13. Februar 1765 verheiratet mit Margarethe Sophie Burgmann, einer Tochter des Rostocker Bürgermeisters Dr. (Johann) Georg Burgmann. Er war durch seine Heirat verschwägert mit Heinrich Valentin Becker, Pastor an der Rostocker Jakobikirche und Professor der niederen Mathematik, Walter Vincent Wiese (heiratete am selben Tag), Professor der Theologie und Johann Christian von Quistorp, Juraprofessor in Rostock und zweimaliger Rektor der Universität Bützow.
Der Universitätsbibliothek Rostock schenkte er 1796 eine Inkunabel. Seine nachgelassene Bibliothek wurde 1810 zum Verkauf angeboten.

## Schriften
- Poesien und Briefe, 1762
- Die patriotischen Bemühung zur Wiederherstellung der Ruhe Deutschlandes: eine Jubel-Rede, gehalten in der Pauliner oder Kollegen Kirche am Friedens-Feste, welches von der ganzen Akademie am 2. Mai gefeiert wurde, Fickelscherr, Jena 1763 (Digitalisat SUB Göttingen)
- Disquisitio, num praescriptio sit iuris naturalis vel gentium nec ne, sed mere civilis?, Röse, Gryphiswaldiae 1764 (Dissertation Greifswald) (Digitalisat ULB Sachsen-Anhalt, Halle)
- De tortura quid sibi videatur: programmate, Iesu Christi cruciatibus, Litteris Adlerianis, Rostochii 1770
- Rede wegen der heilvollen Geburth des Durchlauchtigsten Prinzen Friederich Ludewig, Herzogs zu Meklenburg: im Namen des Akademischen Senats gehalten, Adler, Rostock 1778
- Ist die Aufhebung der Leibeigenschaft in Mecklenburg applikativ?, Adler, Rostock 1781 (Digitalisat ULB Sachsen-Anhalt, Halle)
- Professor Roennbergs Kantate bei der akademischen Feierlichkeit zu Rostock, am Begräbniß-Tage unsers, für alle Seine wohlthätigen Regenten-Tugenden in einer seeligen Ewigkeit belohnten Herzogs und Herrn Friederichs ..., [Trauergesang auf Herzog Friedrich zu Mecklenburg-Schwerin, am 8. Juni 1785], Adler, Rostock 1785
- D. Jacob Friedrich Roennbergs... Gemeinnützige Notiz vom Kayserlichen Privilegium de non appellando: So wohl in allgemeiner als besonderer Beherzigung auf Mecklenburg, Koppensche Buchhandlung, 1785
- D. Jacob Friederich Roennberg ... über symbolische Bücher in Bezug aufs Staatsrecht. Mißbrauchte Aufklärung?, Adler, Rostock 1789 und 1790
- D. Jacob Friederich Roennberg ... über symbolische Bücher in Bezug aufs Staatsrecht. Forts. 1 Mißbrauchte Aufklärung?, Adler, Rostock 1792
- Ueber Reichsmatrikel, Reichskontingent und Römermonate, Leipzig, 1794. (Digitalisat SUB Göttingen)
- Ueber Dienstentlassung und Dienstaufkündigung, Fröhlich, Berlin 1799 (Digitalisat SUB Göttingen)